# Шутери (міська варта)

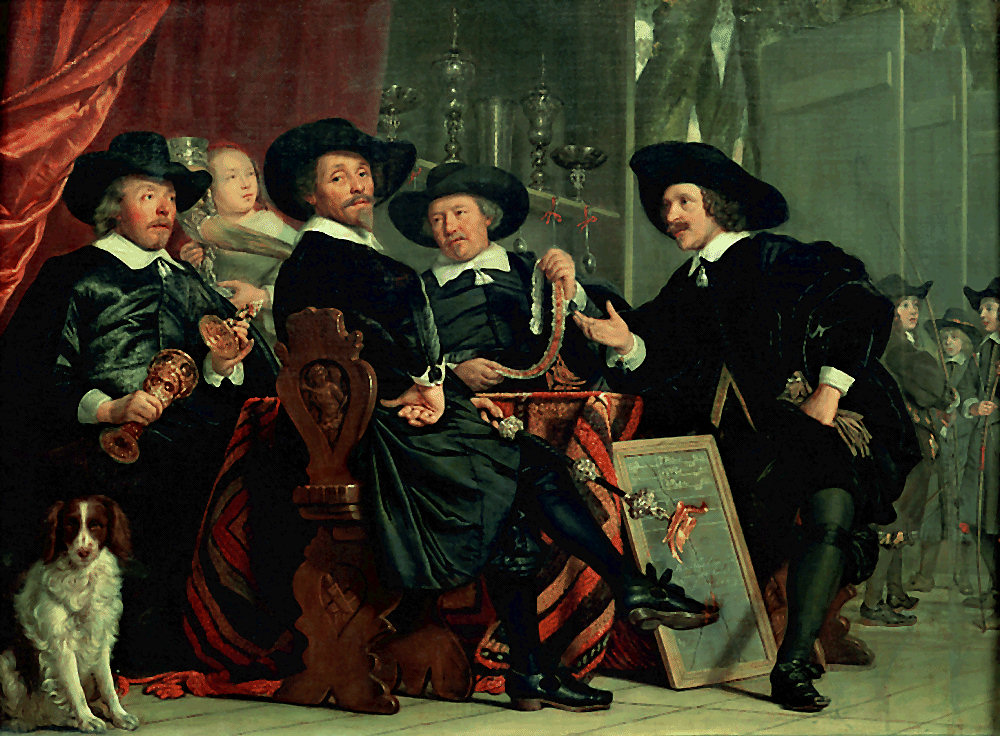
Бартоломеус ван дер Гелст, Амстердамські міські стрільці (1653 р.)

Шутери, Стрільці або Гільдія Стрільців (Schutterij або Schuttersgilde) — добровольча міська варта або громадські добровольці, що слідкували за порядком в містах Середньовічної і Ранньої сучасної Голландії, призначена для захисту від міських правопорушень, бунту або пожежі. Пізніше подібні гільдії були й в інших країнах Європи.
Нині Гільдією Стрільців (Schuttersgilde) називають Стрілецькі клуби або Клуби історичної реконструкції.

## Функція
Стрільці, цивільна гвардія або міська варта слугувала допоміжною та оборонною системою військової підтримки місцевого цивільного населення влади. Її членами були заможні громадяни міста, дрібна шляхта, яких приймав у гільдію міський голова.
У північній частині Нідерландів, після Реформації, що в залежності від міста в 1566—1580 рр., стрільцями могли бути лише члени Голландської реформатської церкви. Римо-католикам дозволено було служити в південних регіонах країни.
Служба офіцерами стрільців протягом декількох років часто була сходинкою на інші важливі посади в Міській управі. Члени Гільдії повинні були купувати зброю та військову форму за свій власний рахунок.
В ідеалі на кожних сто жителів міста мало бути троє стрільців. На озброєнні вони мали луки, арбалети й пістолі.

## Історія

Рембрандт, Нічна варта

У 1748 році Парламент зажадав від короля Вільям IV Оранського дозволити середньому класу також бути призначеними на керівні посади в Гільдії стрільців. Але Вільям відмовився, так як в деяких містах буржуа не могли навіть розглядатися як кандидати в Гільдії Стрільців.
У другій половини 18-го століття стрілецька служба починає занепадати.
Проте система міських ополченців пропрацювала більше п'ятсот років, поки Віллем I створив професійні поліцейські сили в країні.
1901 року стрільці були остаточно скасовані.

## Сучасність
Нині в Нідерландах, Бельгії та інших країнах існує багато історичних клубів, які займаються реконструкцією Гільдії Стрільців, зберігають традиції, за підтримки муніципалітетів проводять історичні фестивалі та костюмовані дійства.
Існує також Європейське Співтовариство Стрільців (Europees Schutterstreffen), що проводить фестивалі та об'єднує Товариства історичної реконструкції Стрільців, Оборонних братств або асоціацій з різних країн. Нині налічується більш як 25 000 стрільців, в основному з Німеччини, а також з Нідерландів, Бельгії, Польщі та інших європейських країн.